# Hospital Portland
El Portland Hospital for Women and Children («Hospital Portland para Mujeres y Niños» en español) es un hospital de maternidad privado localizado en Great Portland Street, Londres, Inglaterra y cuyo propietario es el Hospital Corporation of America.

## Historia

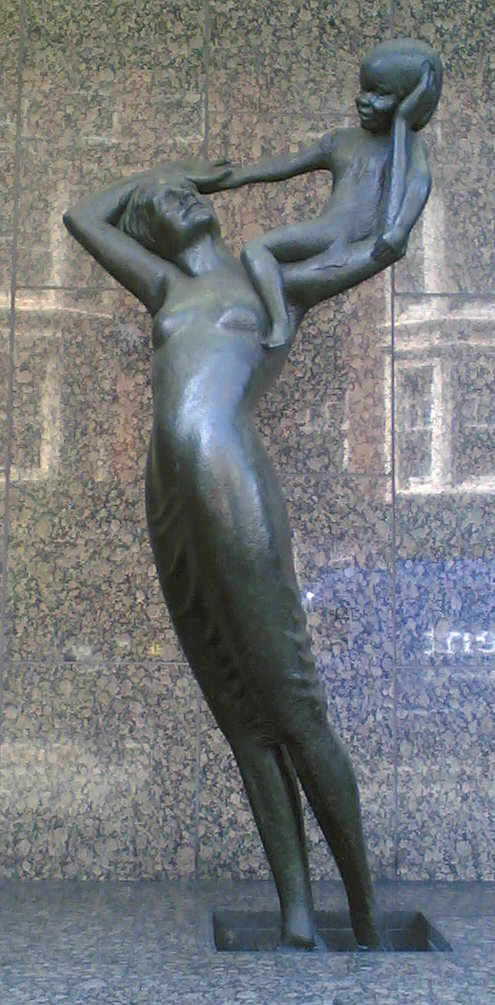
Estatua por David Norris a las afueras del Hospital Portland

La idea del Portland fue concebida por Barry Lewis, un pediatra, quien percibía que Londres debía tener un hospital privado centrado enteramente en mujeres y niños: abrió en 1983. Se hace cargo de sus servicios en una base internacional y en 2015 sobre el 25% de sus ganancias le llegaron por parte de pacientes internacionales.

### Nacimientos notables
Realeza
- Princesa Beatriz de York (nacida en 1988), hija de  Príncipe Andrés, duque de York y Sarah, duquesa de York
- Princesa Eugenia de York (nacida en 1990),[3] segunda hija de  Príncipe Andrés, duque de York y Sarah, duquesa de York
- José de Liechtenstein (nacido en 1995), hijo de Luis, príncipe heredero de Liechtenstein y Sofía de Baviera
- Samuel Chatto (nacido en 1996), hijo de Sarah Chatto y Daniel Chatto
- Cassius Taylor (nacido en 1996), hijo de Helen Taylor y Timothy Taylor
- Arthur Chatto (nacido en 1999), segundo hijo de Sarah Chatto y Daniel Chatto
- Charles Armstrong-Jones (nacido en 1999), hijo de David Armstrong-Jones y Serena Armstrong-Jones
- Lady Margarita Armstrong-Jones (nacida en 2002),[4] hija de David Armstrong-Jones y Serena Armstrong-Jones
- Eloise Taylor (nacido en 2003), hija de Helen Taylor y Timothy Taylor
- Príncipe Odiseo de Grecia (nacido en 2004), hijo de Pablo, príncipe heredero de Grecia y Marie-Chantal, princesa heredera consorte de Grecia
- Alexandre Casiraghi (nacido en 2013), hijo de Andrea Casiraghi y Tatiana Santo Domingo
- Archie Mountbatten-Windsor (nacido en 2019), hijo de Enrique de Sussex y Meghan, duquesa de Sussex
- August Brooksbank (nacido en 2021), hijo de Eugenia de York y Jack Brooksbank

Otros nacimientos notables
- Edoardo Mapelli Mozzi (nacido en 1983), hijo de Alessandro Mapelli-Mozzi y Nicola Burrows
- Daisy Connolly (nacida en 1983), hija de Billy Connolly y Pamela Stephenson
- Mickey Sumner (nacida en 1984), hija de  Gordon Matthew Thomas Sumner y Trudie Styler
- Amy Connolly (nacida en 1986), segunda hija de Billy Connolly y Pamela Stephenson
- Grace Durham (nacida en 1988), hija de Geoffrey Durham y Victoria Wood
- Maisie Mae Roffey (nacida en 1988), hija de Grant Roffey y Julie Walters
- Thomas Allott (nacido en 1988), hijo de Nicholas Allott y Anneka Rice
- Scarlett Connolly (nacida en 1988), tercera hija de Billy Connolly y Pamela Stephenson
- Henry  Durham (nacido en 1992), hijo de Geoffrey Durham y Victoria Wood
- Georgia May Jagger (nacida en 1992), hija de Mick Jagger y Jerry Hall
- Renee Stewart (nacida en 1992), hija de Rod Stewart y Rachel Hunter
- Aseefa Bhutto Zardari (nacida en 1993), hija de Asif Ali Zardari y Benazir Bhutto
- James Kerr (nacido en 1993), hijo de Jim Kerr y Patsy Kensit
- Liam Stewart (nacido en 1994), hijo de Rod Stewart y Rachel Hunter
- Sulaiman Isa Khan (nacido en 1996), hijo de Imran Khan y Jemima Goldsmith
- Brooklyn Joseph Beckham (nacido en 1999), primer hijo de David Beckham y Victoria Beckham
- Phoenix Chi Gulzar (nacida en 1999), hija de Jimmy Gulzar y  Melanie Brown
- Lennon Gallagher (nacido en 1999), hijo de Liam Gallagher y Patsy Kensit
- Romeo James Beckham (nacido en 2002), segundo hijo de David Beckham y Victoria Beckham